# Lasioglossum pauliani
Lasioglossum pauliani är en biart som först beskrevs av Raymond Benoist 1941.  Lasioglossum pauliani ingår i släktet smalbin, och familjen vägbin. Inga underarter finns listade i Catalogue of Life.